# Kos

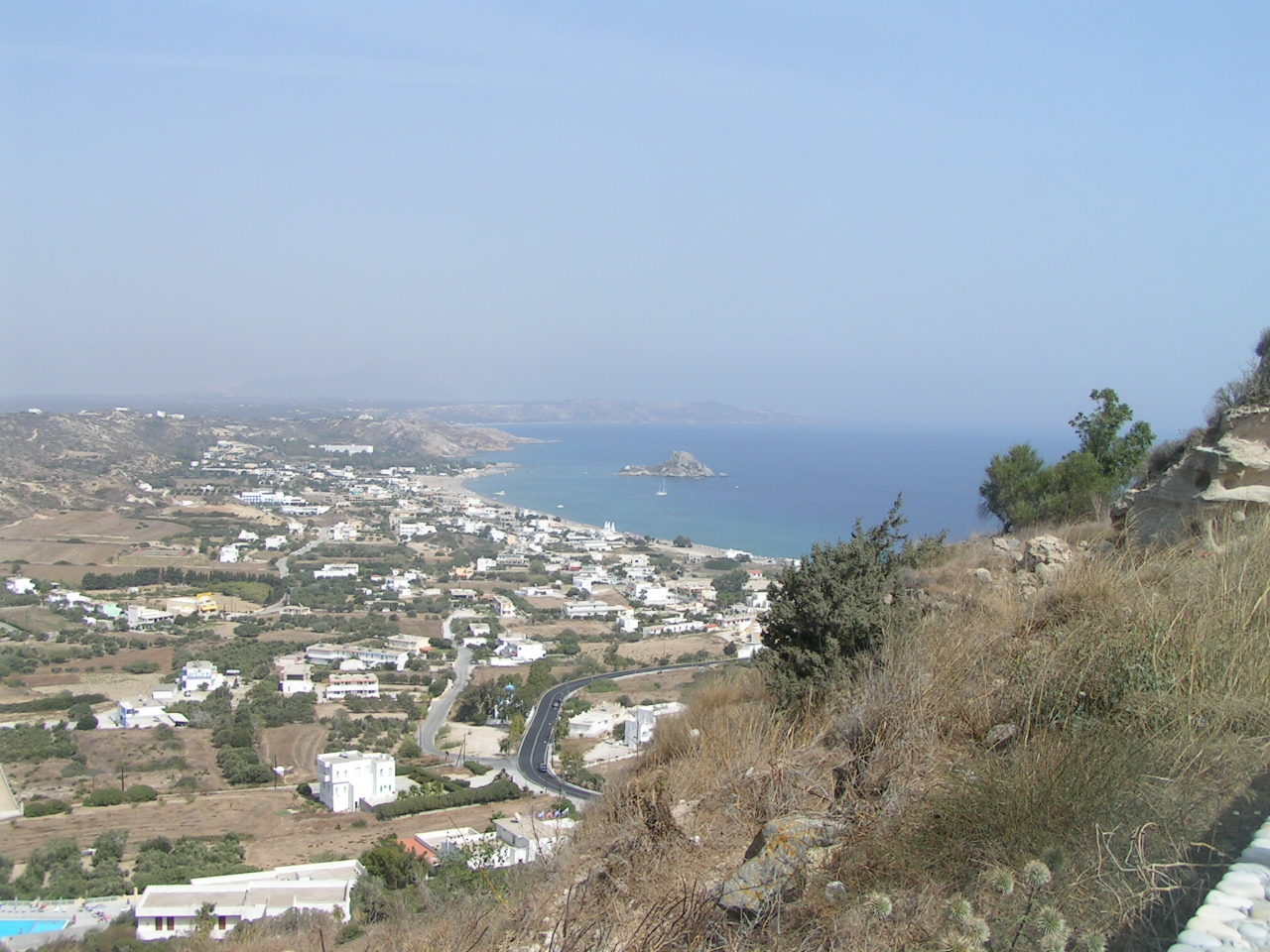

Kos sau Cos (greacă Kòs) este o insulă grecească în Insulele Dodecaneze, Arhipelagul insulelor Sporade, Marea Egee. Măsoară 40 pe 8 km și este mai aproape de Turcia continentală decât de Grecia. Insula are atât câmpii fertile cât și terenuri infertile. Are 20.500 de locuitori.
În Kos se află plaje lungi și nisipoase cu hoteluri mari și sate izolate, bazându-se în general pe turism. Creșterea animalelor este principala ocupație a unei mari părți din locuitorii insulei.